# Daniel Risch
Daniel Risch (Grabs, 1978. március 5. –) liechtensteini politikus, korábban miniszterelnök-helyettes és infrastrukturális, gazdasági- és sportminiszter Adrian Hasler kormányában. 2021 óta Liechtenstein miniszterelnöke.

## Élete
Risch Plankenben nőtt fel, Vaduz gimnáziumában érettségizett. 1999 és 2003 között a Zürichi Egyetemen, valamint a müncheni Lajos-Miksa Egyetemen tanult üzleti adminisztrációt. 2003-ban a Zürichi Egyetemen közgazdasági diplomát szerzett. Ezt követően 2004-ben a Freiburgi Egyetemen kezdett doktori tanulmányokat a gazdaságinformatika területén, majd 2006 és 2007 között egy program keretében vendégkutatóként dolgozott a Melbourne-i Egyetemen. 2007-ben fejezte be tanulmányait Freiburgban, és közgazdaságtanból doktori címet szerzett. 2007-től Zürichben és Bernben az Unic AG e-business tanácsadó cég projektmenedzsere, értékesítési vezetője és marketingvezetője volt. 2015-től 2017-ig a Liechtensteinische Post marketingvezetőjeként dolgozott.

### A politikában
Daniel Risch 2016-ban lett az Anyaországi Unió elnökségi tagja. 2017-ben a liechtensteini parlamenti választásokat követően pártja a nemzeti konzervatív Haladás Polgári Pártjával (FBP) lépett koalícióra, ahol a miniszterelnök-helyettesi posztot kapta. Miniszterelnök-helyettesként az infrastrukturális, gazdasági és sportminiszteri tisztséget is betöltötte. A 2021-es általános választásokat követően végül miniszterelnök lett, az FBP-s Sabine Monaunival új koalíciós kormányt vezetve.